# Roberto Romero Encinas
José Humberto Roberto Romero Encinas (1 de agosto de 1906 - 14 de agosto de 1960) fue un político y agricultor mexicano nacido en Hermosillo, Sonora, México. Hijo de Ignacio Romero López y Francisca Encinas, contrajo matrimonio con Gloria Escobosa Gamez (Hermana de Gilberto Escobosa Gámez), con quien tuvo un hijo, Víctor Manuel Romero Escoboza.
Fue Presidente Municipal de Hermosillo desde 1946 hasta 1949. Ganó dicha elección como candidato del Partido Liberal Independiente y posteriormente se unió al Partido Revolucionario Institucional.
Después, ocupó el cargo de diputado local en la XXXIX Legislatura del Congreso de Sonora (1949-1952) y fue presidente estatal del PRI.
Además de su carrera política, dedicó gran parte de su vida a la agricultura, teniendo un terreno en la región de la Costa de Hermosillo, mismo lugar donde su padre Ignacio Romero y su esposa Gloria Escoboza ejercieron la misma labor.
Falleció el 14 de agosto de 1960 a causa de un síncope cardíaco.